# 부견

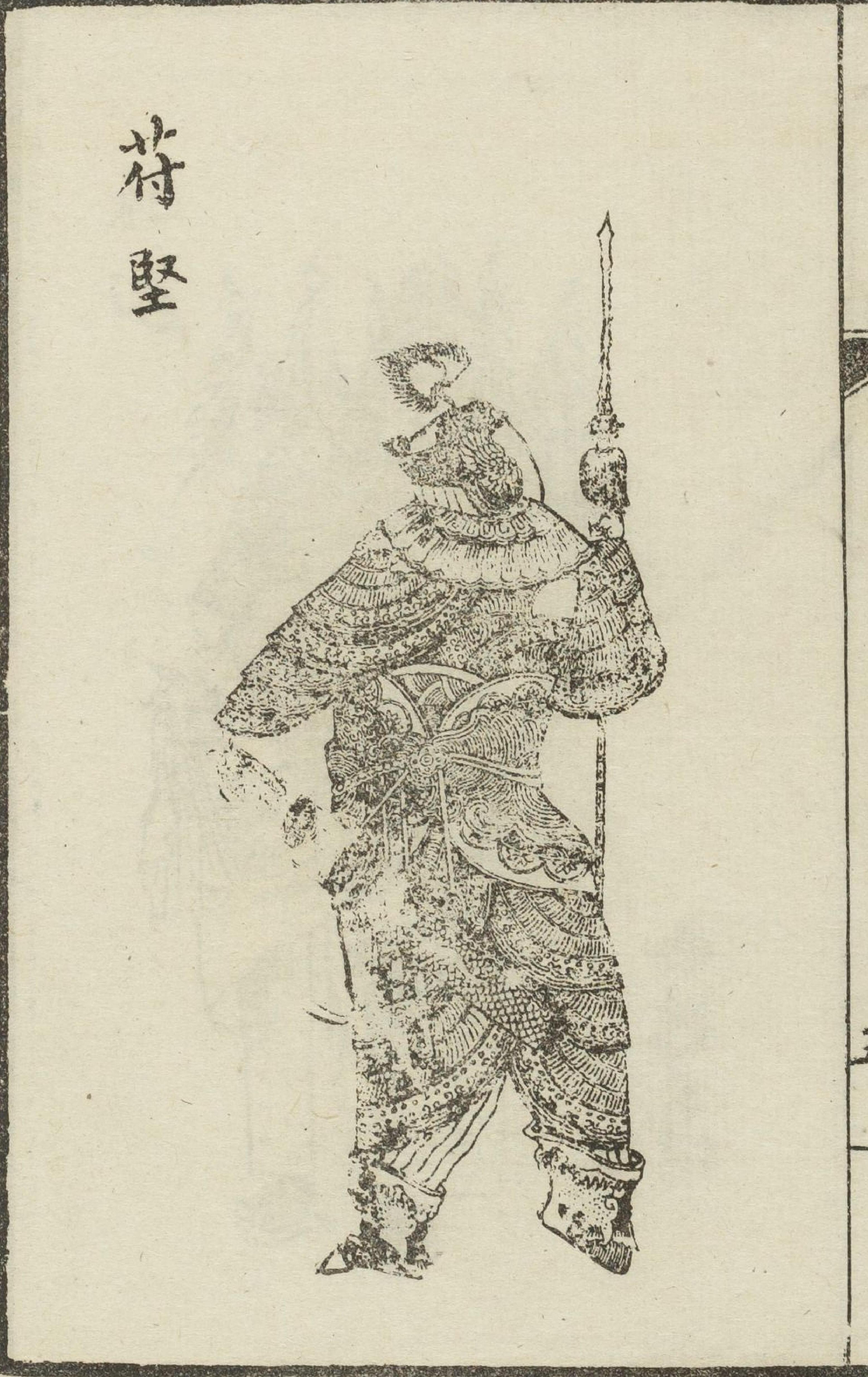
부견

진 세조 선소황제 부견(秦 世祖 宣昭皇帝 苻堅, 337년 ~ 385년, 재위 : 357년 ~ 385년 10월 16일)은 중국 오호십육국시대 전진의 제3대 황제이다. 자는 영고(永固) 혹은 문옥(文玉)이다. 전진의 전성기를 연 군주였으나, 비수대전에서 크게 패하고 몰락하여 역사적으로 양면적인 평가를 받아왔다.

## 생애
부견은 부건의 동생 부웅(苻雄)의 아들로 337년에 태어났다. 어릴적부터 명민하여 부홍의 총애를 받았으며, 등에 '초부응왕(草付應王)'이라는 붉은 글씨가 써 있어 부홍은 이를 보고 성을 포(蒲)씨에서 부(苻)씨로 고치기도 했다. 354년에 부웅이 전사하자 부견이 동해왕의 작위를 이어받았다.
357년에 왕맹을 만나 등용하였으며, 왕맹과 함께 반정을 일으켜 부생을 폐위하고 천왕에 즉위하였다.
즉위 초에 부견은 왕맹을 중용하여 내치를 다지고 개혁을 실시하였다. 왕맹은 부견의 총애를 등에 업고 법을 엄하게 적용하고 정치를 바로잡아 전진의 국력을 크게 성장시켰다. 366년 동진의 형주를 공격하고 이듬해에는 농서를 정벌하는 등 적극적인 외정에 나서기 시작하였다.
367년 말에 전진의 왕족들이 대규모 반란을 일으켜 위기에 빠졌으나 부견은 왕맹을 파견하여 반란을 진압하고 다시 관중을 통일하였다. 369년에 환온이 북벌을 일으켜 전연을 공격하자 전연에서 구원군을 청하였다. 이에 부견은 왕맹의 진언을 따라 구원군을 파견하였다.
북벌군에 타격을 받은 전연이 쇠약해지자 부견은 겉으로는 우호관계를 유지하면서 전쟁을 준비하였다. 전연의 왕족 모용수가 망명을 해 오자 이를 받아들였으며 369년 말에 전연을 공격하기 시작하였다.
370년에 왕맹이 전연을 멸망시키자 부견은 왕맹을 사지절(使持節)·도독관동6주제군사(都督關東六州諸軍事)에 임명하여 전연의 옛 영토를 다스리게 하였다. 372년에는 왕맹을 승상으로 삼아 국정 전반을 관리하게 하였으며 왕맹의 보좌 아래 전진의 국력은 크게 성장하였다.
373년에는 동진의 양주와 익주를 정복하였으며, 전량과 대나라 등의 여러 지방 세력들도 복속하여 번국이 되었다.
376년에는 전량과 대나라를 멸망시키고 화북을 통일하였다. 동진과는 적대관계를 유지하는 가운데 고구려와는 우호관계를 맺고 372년에는 승려 순도가 와서 불상과 경문을 전함으로써 고구려로서는 최초로 불교를 전파하였다.
375년에는 왕맹이 병사하였다. 378년, 동진의 양양을 공격하여 1년 동안의 포위전 끝에 점령하였으며, 회수 일대에도 침입하였다.
한편 부견은 복속된 세력에 대해서 대단히 관대한 정책을 펼쳤는데 이에 따라 장안 인근에는 선비족과 강족을 이주시켜 살도록 했으며 복속된 세력의 지도자에게 이들을 이끌게 하였다. 또한 관중의 저족을 화북의 여러 곳으로 이주시켜 지배권을 강화하고자 하였다.
383년 부견은 천하 통일을 목표로 여광에게 서역을 정벌하도록 하는 한편, 주위의 반대를 물리치고 96만 명의 대군을 징집하여 동진을 공격하였다. 부견의 원정군은 동진의 국경 전체에 걸쳐서 공격해 들어갔으나 부견이 직접 참여한 비수(淝水) 방면의 전선에서 배반으로 인해 크게 패배하여 전군이 패주하였다. (비수대전)
부견은 모용수가 이끄는 3만 명의 병력의 보호를 받으며 낙양에 도착하여 병력을 수습하였는데, 모용수는 독립할 생각으로 부견을 설득하여 하북으로 향하였다. 부견이 장안에 도착하였을 때, 관중 지역에서는 부견이 이주시켰던 선비족과 강족들의 지도자인 모용홍·걸복국인 등이 반란을 일으키고 있었다.
부견은 요장을 파견하여 모용홍을 공격하게 하였으나 패배하였으며, 부견의 처벌을 두려워한 요장도 반란을 일으켰다. 하북 지역에서는 모용수가 후연을 건국하고 업을 지키고 있던 서장자 부비를 공격하였으며 각지의 군현들은 후연과 전진의 세력 사이에서 이합집산하였다.
이후 요장은 후진, 걸복국인은 서진, 모용충은 서연, 양정은 구지 등을 건국하여 화북 각지가 분열되었다. 하남 지역은 동진이 점령해 나갔다.
부견은 주로 서연·후진 등의 침입에 맞서 싸웠으며, 385년에 서연이 장안을 함락하자 부견은 서쪽으로 도망치다가 후진의 요장에게 포로로 사로잡혔고, 요장의 선양 요구를 거절했다가 결국 살해당했다.
요장은 부견에게 장렬천왕(壯烈天王)이라 시호를 내렸으며, 부비는 세조(世祖) 선소제(宣昭帝)로 추증하였다.

## 참고자료
- 《자치통감(資治通鑑)》
- 《진서(晉書)》